# Жаклін Біссет
Вінніфред Жаклін Фрейзер-Біссет (англ. Winifred Jacqueline Fraser Bisset, МФА: [/ˈbɪsɪt/] ; нар. 13 вересня 1944) — британська акторка. Дама (кавалер) Ордену Почесного легіону. Володарка премії «Золотий глобус» (2014), премії Одеського МКФ (2018) та інших.

## Біографія
Жаклін Біссет народилася 13 вересня 1944 року у Вейбриджі, графство Суррей, Англія. Батько — Макс Фрейзер-Біссет, шотландського походження, був лікарем-терапевтом. Мати — Арлетт Александер, англійського і французького походження, була архітекторкою і адвокаткою. У Біссет також був брат Макс. Під час Другої світової війни мати Біссет на велосипеді дісталася з Парижа до узбережжя, щоб потрапити в Британію разом з військами, що відступали. Жаклін навчалася у Французькому ліцеї імені Шарля де Голля в Лондоні. Коли вона була підліткою, у матері діагностували розсіяний склероз. 1968 року батьки розлучилися, й Жаклін залишилася з хворою матір'ю. У дитинстві брала уроки балету, потім навчалася акторської майстерності, а щоб оплатити навчання, працювала моделлю. Батько помер від пухлини головного мозку в 1982 році, мати померла 1999-го.

## Кар'єра
Дебютом у кіно стала невелика роль у фільмі «Вправність... і як її придбати» (1965) режисера Річарда Лестера. Потім знімалася у фільмах «Тупик» (1966) Романа Полянського, «Двоє на дорозі» (1967) з Одрі Гепберн і Альбертом Фінні, пародійній комедії про Джеймса Бонда «Казино Рояль» (1967), «Детектив» (1968) з Френком Сінатрою, «Булліт» (1968) зі Стівом Макквіном, «Аеропорт» (1970) з Діном Мартіном і Бертом Ланкастером, «Надзвичайний» (1973) з Жаном-Полем Бельмондо, «Убивство у „Східному експресі“» (1974) з Ентоні Перкінсом і Шоном Коннері, «Безодня» (1977) з Робертом Шоу і Ніком Нолті.
Здобула премію «Золотий глобус» за найкращу жіночу роль другого плану в телевізійній драмі «Танці на межі» (2013). Також номінувалася на «Золотий глобус» за ролі у фільмах «Приємна поїздка» (1968), «Хто вбиває великих європейських куховарів?» (1978), «Біля підніжжя вулкану» (1984) і «Жанна д'Арк» (1999). Також номінувалася на премію «Сезар» за найкращу жіночу роль другого плану у фільмі «Церемонія» (1995) і премію «Еммі» за роль у фільмі «Жанна д'Арк» (1999).

## Особисте життя
Жаклін Біссет не була одружена, однак мала тривалі стосунки з канадським актором Майклом Саразіном; з марокканським бізнесменом Віктором Драєм; з американсько-російським артистом балету Олександром Годуновим (з початку 1980-х і до його смерті у 1995 році); зі швейцарським актором Венсаном Пересом (молодшим на 20 років); турецьким інструктором рукопашного бою Еміном Бозтепе (молодшим на 18 років).
Жаклін Біссет — хрещена мати акторки Анджеліни Джолі.

## Фільмографія

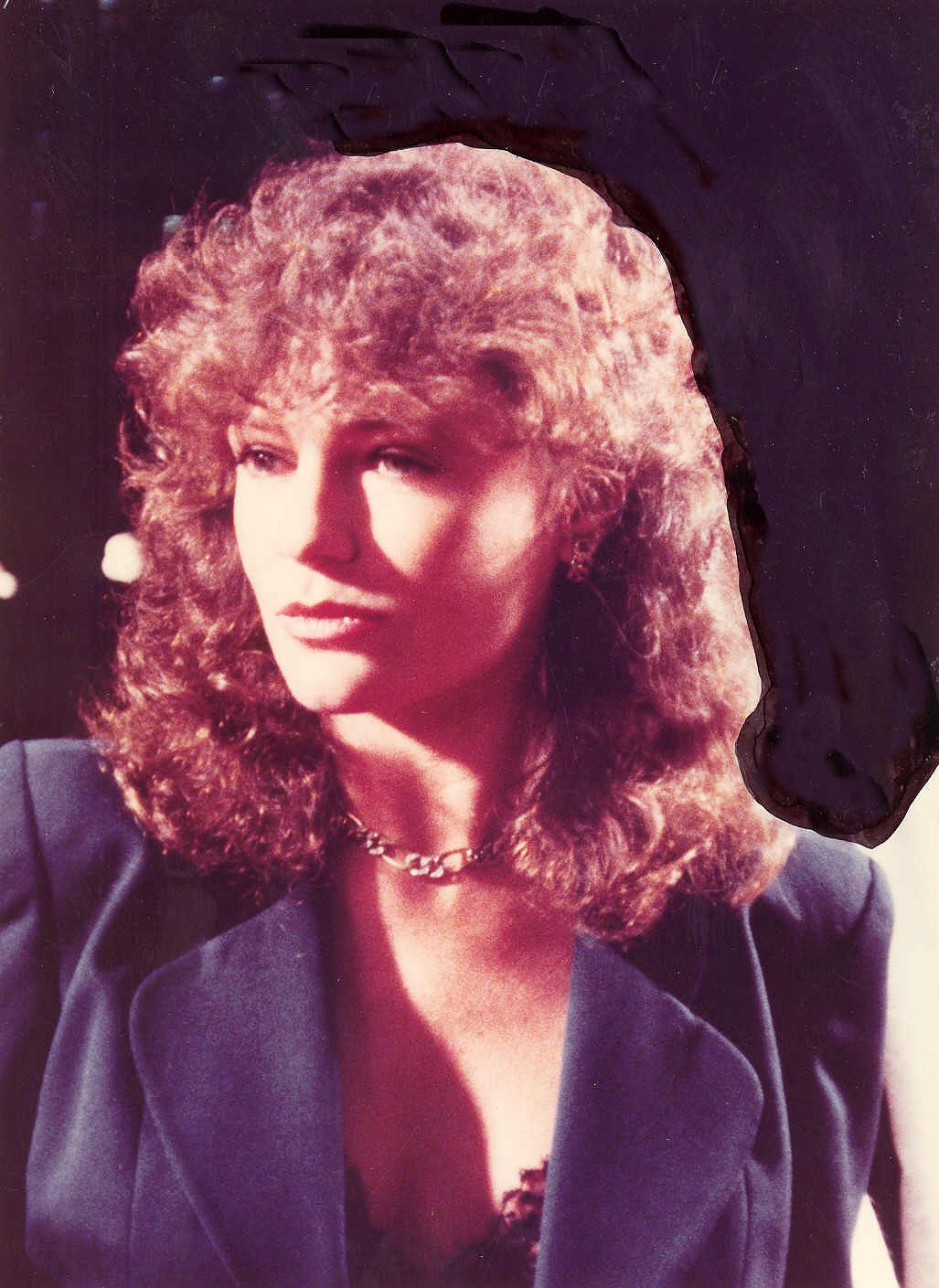
1979 рік

| Рік       |    | Українська назва                           | Оригінальна назва                               | Роль                   |
| --------- | -- | ------------------------------------------ | ----------------------------------------------- | ---------------------- |
| 1965      | ф  | Вправність... і як її придбати             | The Knack ...and How to Get It                  | в титрах не вказана    |
| 1966      | ф  | Тупик                                      | Cul-de-sac                                      | Жаклін                 |
| 1966      | ф  | Щоб ти здохла, дорога                      | Drop Dead Darling                               | танцюристка            |
| 1967      | ф  | Казино Рояль                               | Casino Royale                                   | Джованна Гудфінгс      |
| 1967      | ф  | Двоє на дорозі                             | Two for the Road                                | Джекі                  |
| 1967      | ф  | Кейптаунська афера                         | The Cape Town Affair                            | Кенді                  |
| 1968      | ф  | Детектив                                   | The Detective                                   | Норма Макайвер         |
| 1968      | ф  | Приємна поїздка                            | The Sweet Ride                                  | Вікі Картрайт          |
| 1968      | ф  | Булліт                                     | Bullitt                                         | Кеті                   |
| 1969      | ф  | У перший раз                               | The First Time                                  | Анна                   |
| 1969      | ф  | Таємний світ                               | La promesse                                     | Венді Сінклер          |
| 1970      | ф  | Аеропорт                                   | Airport                                         | Гвен Мейген            |
| 1970      | ф  | Коник                                      | The Grasshopper                                 | Крістін Адамс          |
| 1971      | ф  | Вальс Мефістофеля                          | The Mephisto Waltz                              | Паула Кларксон         |
| 1971      | ф  | Таємниця                                   | Secrets                                         | Дженніфер Вуд          |
| 1971      | ф  | Повір у мене                               | Believe in Me                                   | Памела                 |
| 1972      | ф  | Встаньте і розрахуйтеся                    | Stand Up and Be Counted                         | Шейла Гаммонд          |
| 1972      | ф  | Життя і часи судді Роя Біна                | The Life and Times of Judge Roy Bean            | Роузі Бін              |
| 1973      | ф  | Злодій, який прийшов до обіду              | The Thief Who Came to Dinner                    | Лаура Кітон            |
| 1973      | ф  | Американська ніч                           | La nuit américaine                              | Джулі Бейкер           |
| 1973      | ф  | Надзвичайний                               | Le Magnifique                                   | Тетяна / Крістін       |
| 1974      | ф  | Убивство у «Східному експресі»             | Murder on the Orient Express                    | графиня Андрені        |
| 1975      | ф  | Гвинтові сходи                             | The Spiral Staircase                            | Гелен Меллорі          |
| 1975      | ф  | Суддя і його кат                           | Der Richter und sein Henker                     | Анна Кроулі            |
| 1975      | ф  | Жінка на неділю                            | La donna della domenica                         | Анна Карла Дозіо       |
| 1976      | ф  | Сент Айвз                                  | St. Ives                                        | Джанет Віслер          |
| 1977      | ф  | Безодня                                    | The Deep                                        | Гейл Беркі             |
| 1978      | ф  | Грецький магнат                            | The Greek Tycoon                                | Ліз Кессіді            |
| 1978      | ф  | Хто вбиває великих європейських куховарів? | Who Is Killing the Great Chefs of Europe?       | Наташа                 |
| 1979      | ф  | Я люблю, я не люблю                        | Amo non amo                                     | Луїза                  |
| 1980      | ф  | Коли час закінчився                        | When Time Ran Out...                            | Кей Кірбі              |
| 1981      | ф  | Інчхон                                     | Inchon                                          | Барбара Геллсворт      |
| 1981      | ф  | Багаті і знамениті                         | Rich and Famous                                 | Ліз Гамільтон          |
| 1983      | ф  | Клас                                       | Class                                           | Еллен                  |
| 1984      | ф  | Біля підніжжя вулкану                      | Under the Volcano                               | Івонна Фірмін          |
| 1984      | ф  | Заборонене кохання                         | Forbidden                                       | Ніна фон Гальдер       |
| 1985      | тф | Анна Кареніна                              | Anna Karenina                                   | Анна Кареніна          |
| 1986      | тф | Вибір                                      | Choices                                         | Маріса Грейнджер       |
| 1987      | тф | Наполеон та Жозефіна                       | Napoleon and Josephine: A Love Story            | Жозефіна Богарне       |
| 1987      | ф  | Пік сезону                                 | High Season                                     | Кетрін Шоу             |
| 1988      | ф  | Нефритовий будинок                         | La maison de jade                               | Джейн Ламберт          |
| 1989      | ф  | Сцени класової боротьби в Беверлі-Гіллз    | Scenes from the Class Struggle in Beverly Hills | Клейр Ліпкін           |
| 1989      | ф  | Дика орхідея                               | Wild Orchid                                     | Клаудія Денніс         |
| 1991      | ф  | Россіні! Россіні!                          | Rossini! Rossini!                               | Ізабелла Колбран       |
| 1991      | тф | Служниця                                   | Un amour de banquier                            | Ніколь Шантрель        |
| 1993      | тф | Торговець криміналом                       | CrimeBroker                                     | Голлі МакФі            |
| 1993      | ф  | Свято                                      | Les marmottes                                   | Фредерік               |
| 1993      | ф  |                                            | Hoffman's honger                                | Меріан Гоффман         |
| 1994      | тф | життя, що йде                              | Leave of Absence                                | Нелл                   |
| 1995      | ф  | Церемонія                                  | La cérémonie                                    | Катрін Лельєвр         |
| 1996      | тф | Вересень                                   | September                                       | Пандора                |
| 1996      | тф | Фатальна зустріч                           | Once You Meet a Stranger                        | Шейла Гейнс            |
| 1997      | тф | Кінець літа                                | End of Summer                                   | Крістін ван Барен      |
| 1998      | ф  | Чесна куртизанка                           | Dangerous Beauty                                | Паола Франко           |
| 1999      | ф  | Нехай диявол носить чорне                  | Let the Devil Wear Black                        | Гелен Лайн             |
| 1999      | ф  | Люди, які люблять один одного              | Les gens qui s'aiment                           | Енджі                  |
| 1999      | мс | Гей, Арнольде!                             | Hey Arnold!                                     | мадам Парвеню          |
| 1999      | тф | Полювання на відьом                        | Witch Hunt                                      | Барбара Томас          |
| 1999      | тф | Жанна д'Арк                                | Joan of Arc                                     | Ізабель д'Арк          |
| 1999      | тф | Ісус. Бог і людина                         | Jesus                                           | Марія, матір Ісуса     |
| 2000      | тф | Британнік                                  | Britannic                                       | Леді Льюїс             |
| 2000      | тф | Секс і місіс Ікс                           | Sex & Mrs. X                                    | Мадам Сімон            |
| 2000      | тф | Постання світу                             | In the Beginning                                | Сара                   |
| 2000      | ф  | Новий день нового року                     | New Year's Day                                  | Джеральдін             |
| 2001      | ф  | Сонна дівчина                              | The Sleepy Time Gal                             | Франческа              |
| 2001—2002 | с  | Еллі Макбіл                                | Ally McBeal                                     | Франческа Шоу          |
| 2002      | тф | Танцюючи при повному Місяці                | Dancing at the Harvest Moon                     | Меггі Веббер           |
| 2003      | тф | Принц Америки                              | America's Prince: The John F. Kennedy Jr. Story | Жаклін Кеннеді         |
| 2003      | ф  | Останні дні                                | Latter Days                                     | Ліла                   |
| 2003      | ф  | Свінг                                      | Swing                                           | Крістін / місіс Делюка |
| 2003      | с  | Закон і порядок: Спеціальний корпус        | Law & Order: Special Victims Unit               | Джульєт Барклай        |
| 2004      | тф | Клуб тих, що вижили                        | The Survivors Club                              | Керол Розен            |
| 2004      | ф  | Чарівність                                 | Fascination                                     | Морін Догерті          |
| 2005      | ф  | Образотворче мистецтво любові              | The Fine Art of Love: Mine Ha-Ha                | директорка             |
| 2005      | ф  | Доміно                                     | Domino                                          | Софі Вінн              |
| 2005      | тф | Літнє сонцестояння                         | Summer Solstice                                 | Алексія                |
| 2006      | в  | За мною останній танець 2                  | Save the Last Dance 2                           | Монік                  |
| 2006      | с  | Частини тіла                               | Nip/Tuck                                        | Джеймс Лебо            |
| 2007      | тф | Голос з минулого                           | Carolina Moon                                   | Маргарет Лейвель       |
| 2008      | ф  | Смерть у любові                            | Death in Love                                   | Мати                   |
| 2008      | тф | Старомодний День Подяки                    | An Old Fashioned Thanksgiving                   | Ізабелла               |
| 2009      | тф | Істмани                                    | The Eastmans                                    | Емма Істман            |
| 2010      | тф | Старомодне Різдво                          | An Old Fashioned Christmas                      | Ізабелла               |
| 2011—2012 | с  | Ріццолі та Айлс                            | Rizzoli & Isles                                 | Констанс Айлс          |
| 2012      | ф  | Два Джека                                  | 2 Jacks                                         | Діана - 2010           |
| 2013      | тф | Танці на межі                              | Dancing on the Edge                             | Леді Кремона           |
| 2014      | ф  | Ласкаво просимо в Нью-Йорк                 | Welcome to New York                             | Сімона                 |
| 2015      | ф  | Пітер і Джон                               | Peter and John                                  |                        |
| 2015      | ф  | Вже сумую за тобою                         | Miss You Already                                | Міранда                |
| 2015      | ф  | Останній кінофестиваль                     | The Last Film Festival                          | кінозірка              |
| 2017      | ф  | Подвійний коханець                         | L'Amant Double                                  | пані Шенкер, мати Хлої |
| 2017      | ф  | 9/11                                       | 9/11                                            | Даєн                   |
| 2017      | с  | Грейвз                                     | Graves                                          | Діана Скотт            |
| 2018      | ф  | Зрада для початківців                      | Backstabbing for Beginners                      | Крістіна Дюпре         |
| 2018      | с  | По ту сторону                              | Counterpart                                     | Шарлотта Бартон        |
| 2018      | ф  | Блакитна ніч                               | Blue Night / Here and Now                       | Жанна                  |
| 2018      | ф  | Чарівний ліхтар                            | Magic Lantern                                   | Марі                   |
| 2018      | ф  | Ашер                                       | Asher                                           | Дора                   |
| 2018      | ф  | Мед у голові                               | Head Full of Honey                              | Вівіан                 |
| 2019      | тф | Дуже валентинно                            | Very Valentine                                  | Теодора Ангеліні       |
| 2021      | ф  | Брати по крові                             | Blood Brothers                                  | пані Роланд            |